# Ljuskrona

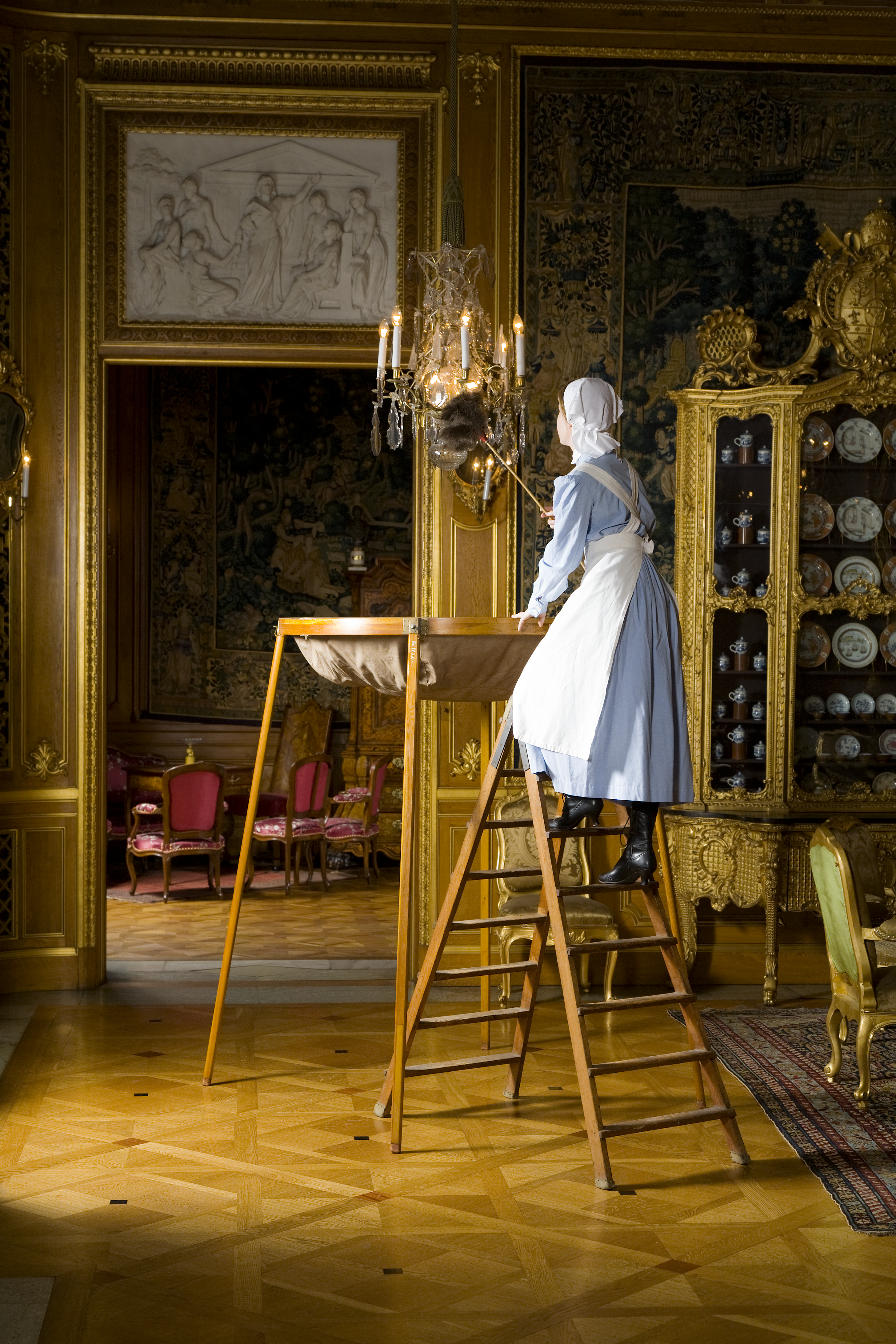
Prismahåv, tidigt 1900-tal, användes vid rengöring av takkronor. Hallwylska museet.

En ljuskrona är en större, utarbetad och oftast takmonterad belysningsarmatur.
De äldsta ljuskronorna förekommer i kyrkorna, och från medeltiden härstammar takkronor som efterbildar det himmelska Jerusalems murar och torn i en krans, som löper runt. Hildesheims domkyrka äger en sådan av brons, liksom Aachens domkyrka. Vissa ljuskronor har utklippta löv och liknade i järnplåt för att reflektera ljuset.
Under gotiken fick ljuskronorna ett rikt accentuerat mittstycke, från vilket sidarmar stack ut i djärva kombinationer. Materialet var brons, järn eller mässing.Renässansens och barockens ljuskronor har mittstycket som ofta är koncentrerade i rundade former, de typiska mässingstakkronorna.Under 1600-talet förekommer ljuskronor i glas, under 1700-talet blir ljuskronor behängda med glasprismor moderna.
Bästa ljusbrytande verkan har åstadkommits med glassorter med starkt ljusbrytande verkan, till exempel blyglas. Nu finns andra sätt att skapa klar kristall. Prismor av hög kvalité har slipat glas. De bästa kvalitéerna brukar benämnas böhmisk kristall, men det är egentligen bara en ursprungsbeteckning och säger inget om kvalitén av prismorna. Prismor av dålig kvalité kan vara gjutna i glassort med svag ljusbrytning. Belysta av solljus skapar ljusprismorna spektra på de ytor där ljuset faller, sedan det passerat ett prisma.

## Ljuskronetillverkning i Sverige

Ljuskrona, 1810-1830.

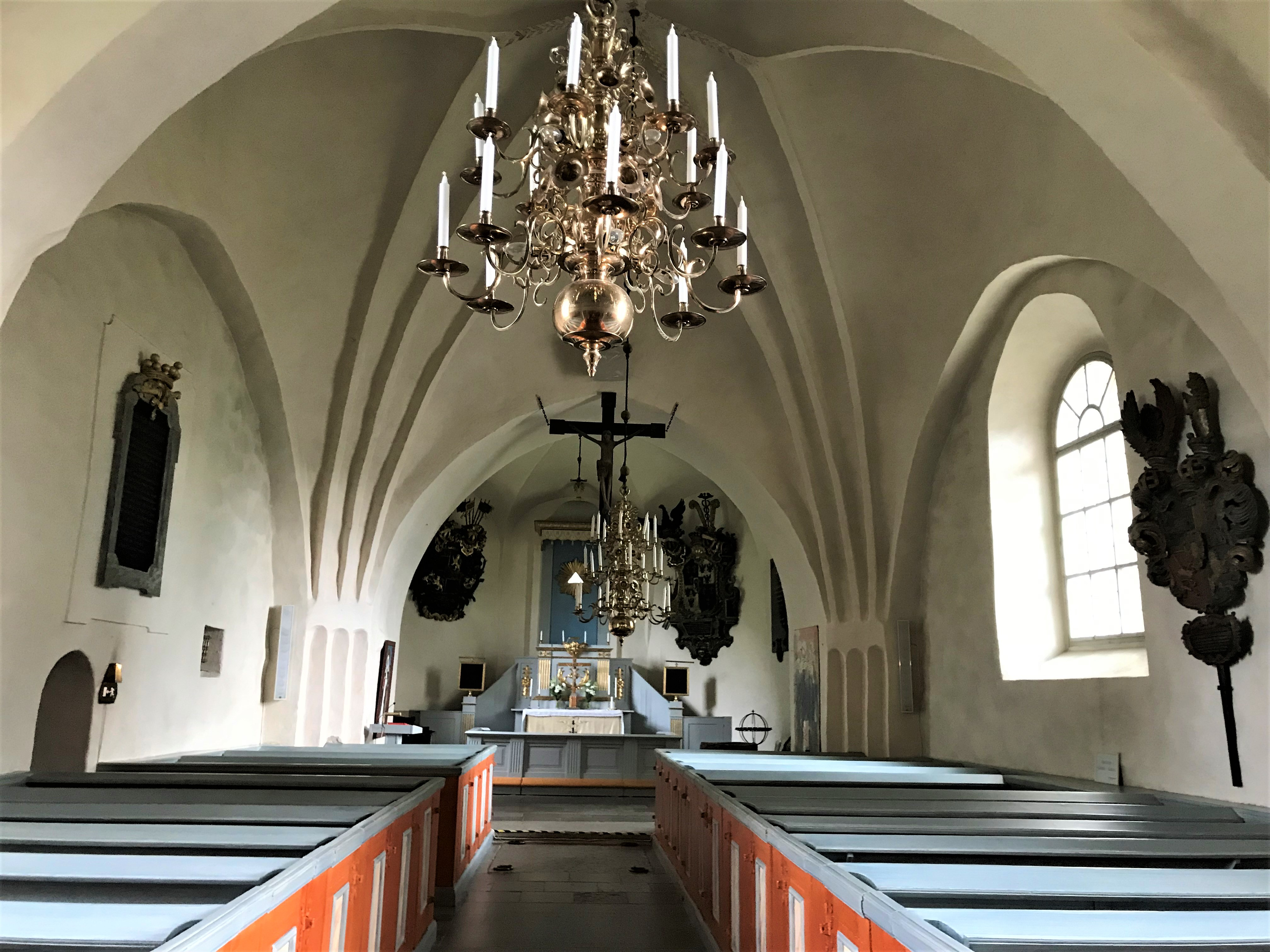
Malmkronor i Salems kyrka i Salem.

I Stockholm tillverkades ljuskronor vid Melchior Jungs glasbruk åren 1641–1678. En av dessa hänger i Kungssalen på Skoklosters slott.  Jung lät importera bergkristallpärlor från norra Italien ett material som vid 1600-talets slut övergavs av svenska ljuskronetillverkare till förmån för det klarare pottaskeglaset. Med den merkantilistiska handelspolitiken under 1700-talet växte i Sverige en inhemsk ljuskroneindustri fram. 
Produktionen vid Kungsholms glasbruk fick ett uppsving från 1740-talet genom just tillverkning av ljuskronor. Till inredningen av Stockholms slott under 1750-talet köptes ljuskronor från utlandet, men i mycket begränsat antal. Införda glaskronor fungerade sedan som utgångspunkter för Kungsholms glasbruks tillverkning. Resultatet blev stilmässiga kopior, stilblandningar eller förenklingar. Salen Vita havet på Stockholms slott har prytts och lysts upp av Kungsholmskronor av vilka flera till sitt yttre har päronform. Ofta hängde en bottenkula eller en så kallad flaska underst från Kungsholmskronans bottenplatta.
Parallellt med tillverkningen av kristalljuskronor växte under 1700-talet marknaden för glasarmskronor vilka helt saknade slipade glasdetaljer. Glasarmskronor tillverkades vid hyttorna i Kosta, Liljedals och Strömbäck. Cirka 1785 lät Gustav III utrusta Hagapaviljongen med svensktillverkade ljuskronor. Den sortens ljuskronor som var glesare kallas därefter Hagamodellen.  Sedan en stor del av handelshindren tagits bort under 1800-talet, ökade importen av ljuskronor från Böhmen, Irland och England.